# Aloe descoingsii
Aloe descoingsii là một loài thực vật có hoa trong họ Măng tây. Loài này được Reynolds mô tả khoa học đầu tiên năm 1958.

## Hình ảnh

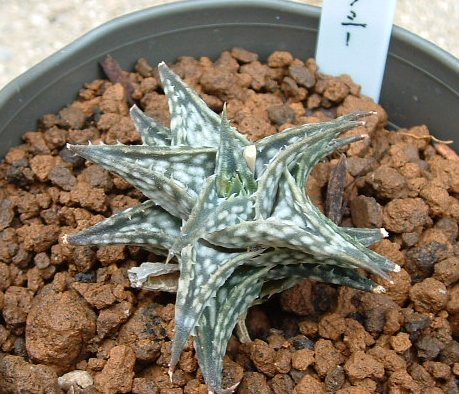
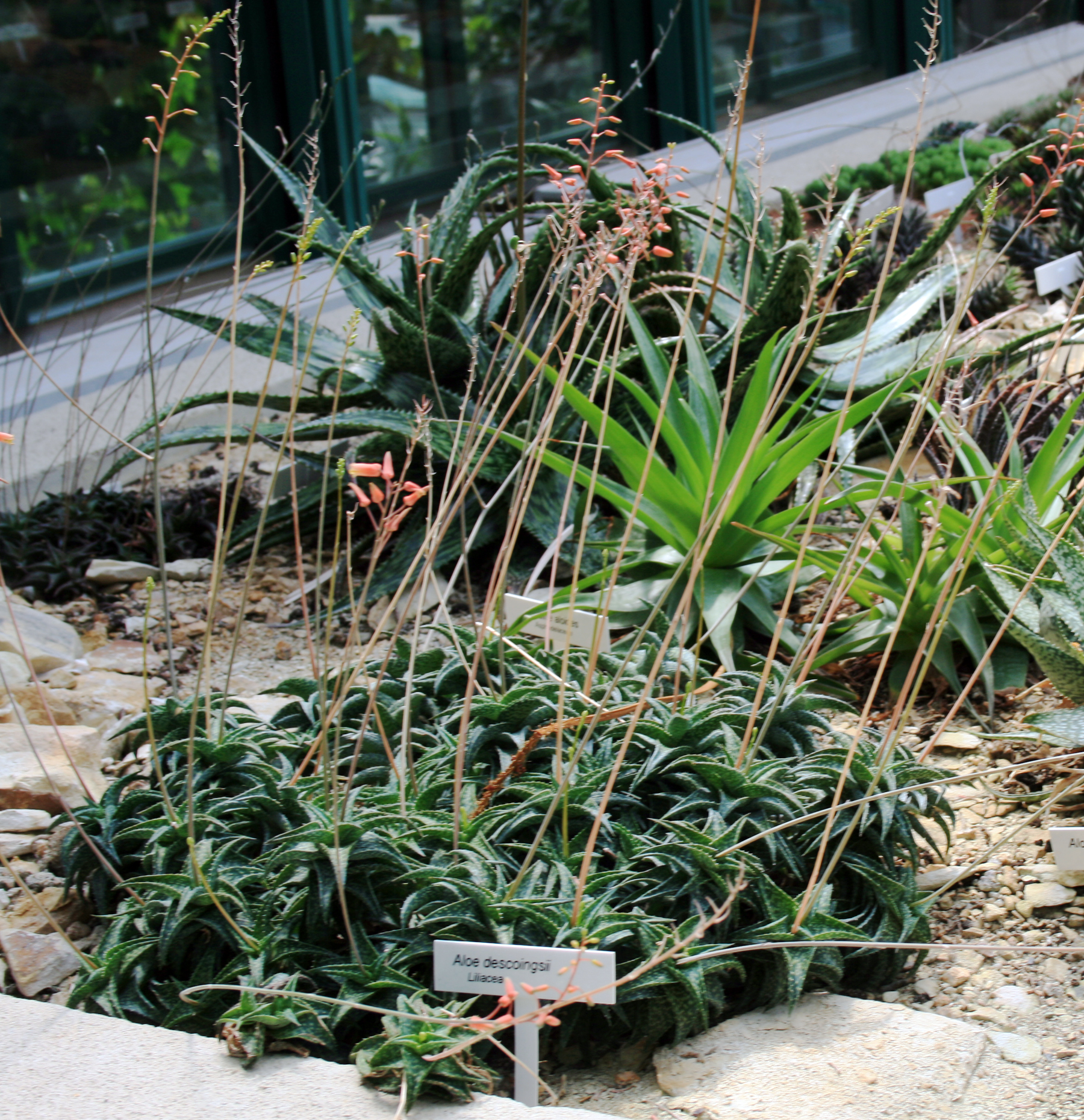